# Фереджі
Фереджі (рум. Feregi) — село у повіті Хунедоара в Румунії. Входить до складу комуни Чербел.
Село розташоване на відстані 309 км на північний захід від Бухареста, 22 км на південний захід від Деви, 131 км на південний захід від Клуж-Напоки, 110 км на схід від Тімішоари.

## Населення
За даними перепису населення 2002 року у селі проживали 90 осіб, усі — румуни. Усі жителі села рідною мовою назвали румунську.